# Donald Clark Godwin
Donald Clark Godwin (Williamston, 13 settembre 1888 – Mendocino, 21 gennaio 1943) è stato un militare e marinaio statunitense, comandante della nave da battaglia Maryland durante l'attacco di Pearl Harbor..

## Biografia

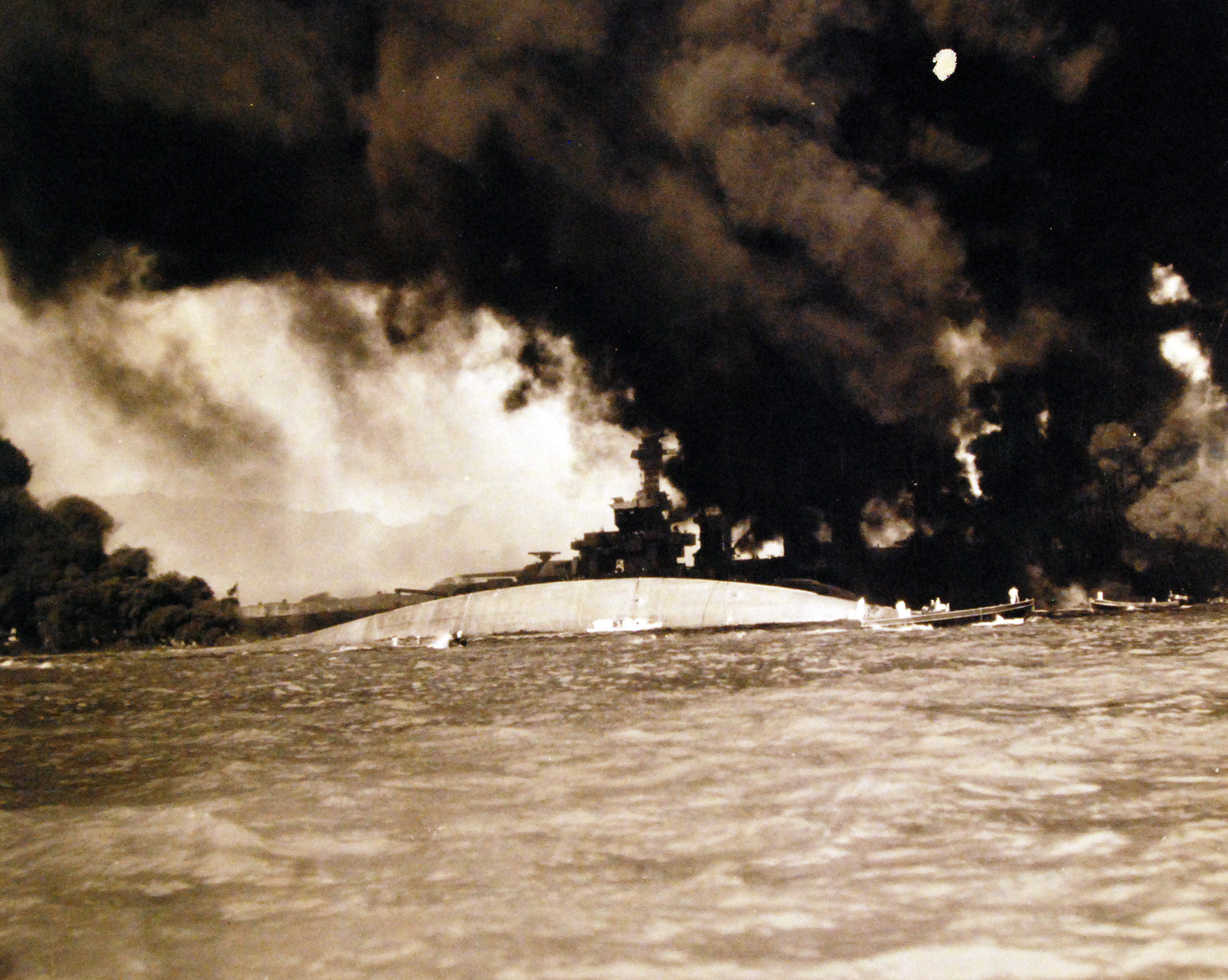
La nave da battaglia Maryland dietro lo scafo capovolto della Oklahoma il 7 dicembre 1941.

Nacque a Williamston, North Carolina, il 13 settembre 1888, figlio di Benjamin Franklin e Emma Louise Wentz. Dopo aver terminato le scuole elementari entrò alla Wilson Academy, ma in seguito si diplomò l'Oak Ridge (NC) Institute.
Nel 1907, su indicazione del proprio Stato, iniziò a frequentare la United States Naval Academy uscendone con il grado di guardiamarina nel gennaio 1911, venendo imbarcato sull'incrociatore corazzato di North Carolina  fino al 7 giugno 1912, quando fu trasferito sulla nave da battaglia Rhode Island, dove si imbarcò il 4 luglio. Nel marzo 1916 fu trasferito sulla nave da battaglia Oklahoma e nel gennaio 1917 passò sulla Fulton per l'addestramento all'imbarco sui sottomarini.  Nel giugno 1917 venne assegnato alla Lake Torpedo Boat Company a Bridgeport, Connecticut, in relazione all'allestimento del sottomarino N-4, prestandovi poi servizio a bordo quando l'unità entrò in servizio. 
Il 20 settembre 1918, in piena prima guerra mondiale, fu assegnato allo Stato maggiore del Comandante della 8ª Divisione navi da battaglia, 2ª Squadra navale, della Atlantic Fleet imbarcandosi sulla nave ammiraglia Utah e nel gennaio 1919 fu trasferito in servizio come aiutante di bandiera e addetto allo stato maggiore del Comandante della 5ª Divisione navi da battaglia.
Durante i due anni successivi prestò servizio nello stato maggiore della Pacific Fleet. Prestò poi servizio nel settore delle comunicazioni dal 2 agosto 1921 al 5 maggio 1924, imbarcandosi quindi sull'incrociatore leggero Richmond. Posto al comando del cacciatorpediniere Goff un anno dopo fu assegnato alla Asiatic Fleet, dove per i successivi due anni fu aiutante del comandante in capo della flotta asiatica con compiti aggiuntivi di ufficiale dei servizi segreti della Marina. Nel giugno 1927 fu inviato a seguire i corsi presso il Naval War College di Newport, Rhode Island, al termine dei quali prestò servizio presso la Naval Training Station di Newport, dal 29 maggio al 25 agosto 1928. Assegnato al Bureau of Navigation del Dipartimento della Marina, vi rimase fino al giugno 1929, quando si imbarcò come ufficiale di rotta sulla nave da battaglia Nevada.
Lavorò come istruttore al Dipartimento di ingegneria navale presso l'Accademia navale di Annapolis fino al maggio 1938, quando è stato assegnato come ufficiale esecutivo sulla nave da battaglia Mississippi. Il 15 maggio 1939 assunse il comando della nave appoggio cacciatorpediniere Whitney. Il 15 aprile 1940 venne distaccato come professore di scienze e tattiche navali presso l'Università della California a Berkeley, per l'addestramento degli ufficiali della Naval Reserve rimanendovi sino al 15 maggio successivo. Il 21 novembre 1941 fu nominato comandante della nave da battaglia USS Maryland, nave ammiraglia della 4ª Divisione navi da battaglia, su cui alzava la sua insegna il contrammiraglio Walter Stratton Anderson. Durante l'attacco lanciato dalle forze aeronavali giapponesi il 7 dicembre 1941 la nave fu colpita da due bombe, ed ebbe 4 morti. Sebbene non gravemente danneggiata, aveva imbarcato molta acqua e dovette dirigersi verso la costa orientale degli USA per le riparazioni, che iniziarono il 30 dicembre nei cantieri Puget Sound, nello Stato di Washington. La Maryland, insieme alla Colorado, era l'unica nave da battaglia immediatamente disponibile dopo il disastro del 7 dicembre, e i comandi dell'US Navy la volevano schierare il prima possibile. Nuovamente operativa dal 26 febbraio la Maryland fu inserita nella Task Force 1 dislocata lungo la West Cost: dopo la battaglia di Midway del giugno 1942, alla quale non fu presente perché troppo lenta per scortare le portaerei, fu inviata nel Pacifico sudoccidentale dove compì esercitazioni per sei mesi. L'8 novembre 1942 fu assegnata al settore delle isole Figi per proteggere le rotte tra Stati Uniti e Australia. Rimase al comando della Maryland fino al 14 gennaio 1943.
Il 21 gennaio 1943 stata volando a bordo di un idrovolante trasporto passeggeri Martin M-130 "Philippine Clipper" da Pearl Harbor a San Francisco. A causa delle cattive condizioni meteorologiche su un terreno montuoso a circa 7 miglia a sud-ovest di Ukiah, California, l'aereo precipitò al suolo con la morte di tutti i 10 passeggeri presenti a bordo e dei membri dell'equipaggio. Tra di essi, oltre a Goodwin, vi era il contrammiraglio Robert H. English, il comandante della flotta sottomarina del Pacifico, due alti ufficiali di stato maggiore, il tenente Edna Morrow, un'infermiera della Marina con diagnosi di cancro terminale che stava tornando a casa per morire e il capitano Robert Holmes Smith.
Il corpo del captain Godwin venne poi tumulato presso il cimitero nazionale di Arlington (sezione 4/sito 3019-A).

### Fonti
1. 1 2 3  Findagrave.
2. 1 2 3  US Name Memorial Hall.
3. 1 2 3 4 5 6 7 8 9 10 11 12 13  Station Hypo.
4. 1 2  U-Boa.
5. ↑   USS Maryland Battleship PearlHarborinHawaii.com, su pearlharborinhawaii.com. URL consultato il 17 gennaio 2012.
6. ↑   Attack on USS Maryland (BB-46), su wikimapia.org. URL consultato il 18 gennaio 2012.